# Вастрия
«Вастрия» (греч. Βάστρια) — строящийся центр приёма и идентификации (Κέντρο Υποδοχής και Ταυτοποίησης, ΚΥΤ) министерства по вопросам миграции и убежища Греции. Расположен в центральной части острова Лесбос, в общине Митилини, к западу от деревни Неэ-Кидонис и к северу от деревни Коми. Проектная вместимость — 3000 человек, после завершения строительства будет самой крупной тюрьмой в Греции.

## Предыстория
В ночь с 8 на 9 сентября 2020 года пожар разрушил большую часть лагеря для иммигрантов в деревне Мория. После этого был создан временный лагерь для иммигрантов на мысе Мавровуни. По данным на 20 сентября 2022 года в лагере «Мавровуни» («Кара-Тепе») находится 1555 человек.

## История
В апреле 2021 года, через несколько дней после визита европейского комиссара по внутренним делам  Ильвы Юханссон, пообещавшей финансирование, совет общины Митилини принял решение о строительстве нового лагеря для иммигрантов на 3000 человек, призванного заменить временный лагерь для иммигрантов на мысе Мавровуни, где иммигранты страдают от перенаселения и ужасных условий.

## Критика
Лагерь находится в сосновом лесу (сосна калабрийская (Pinus brutia)), расположенном к западу и к северу от горы Олимбос, самом крупном в Эгейском море, что с учётом жаркого сухого климата создаёт вероятность возникновения катастрофического лесного пожара. Лес является особо охраняемой природной территорией, важной для жизни птиц. В лесу обитает почти вся популяция черноголового поползня (Sitta krueperi).
Лагерь находится вдали от базовой инфраструктуры — школы и больницы.